# Coleophora sudanella
Coleophora sudanella é uma espécie de mariposa do gênero Coleophora pertencente à família Coleophoridae.